# Coup de canne à Singapour
 (août 2011).
Si vous disposez d'ouvrages ou d'articles de référence ou si vous connaissez des sites web de qualité traitant du thème abordé ici, merci de compléter l'article en donnant les références utiles à sa vérifiabilité et en les liant à la section « Notes et références ».
À Singapour, les coups de canne sont un châtiment corporel légal couramment utilisé. Ils peuvent être utilisés dans divers contextes : judiciaire, militaire, domestique, à l'école et dans l'éducation des enfants.

## Coups de canne en tant que peine judiciaire

### Singapour
Le châtiment corporel judiciaire à coups de canne, pour lequel Singapour est très connu, est la forme plus sévère de cette punition. Il est réservé pour les criminels masculins de moins de cinquante ans, pour un grand nombre d'infractions au code pénal de Singapour, y compris pour des délits considérés comme mineurs dans nombre de pays industrialisés. Ainsi, un oubli de renouvellement de titre de séjour pour un résident non permanent peut valoir cinq coups de canne en plus d'une peine de prison.
Les coups de cannes sont aussi une forme légale de châtiment corporel pour punir les prévenus masculins délinquants des forces armées de Singapour enfermés dans une « caserne de détention ». Ce châtiment corporel est également utilisé dans les maisons de redressement, et dans les prisons, en tant que mesure disciplinaire.
Les coups de canne ne doivent pas être confondus avec une simple fessée effectuée avec un instrument. Pratiqué par des bourreaux spécialistes qui se relaient tous les six coups, chaque coup de canne laisse une plaie d'un centimètre de large sur les fesses du détenu.
Ce châtiment corporel a été médiatisé dans les pays occidentaux lors de la condamnation du jeune américain Michael P. Fay à six coups de canne dont quatre ont été exécutés après une demande de clémence de la part des autorités américaines. Le prévenu avait notamment vandalisé des voitures.

### Autres pays
Les coups de canne sont également un châtiment couramment pratiqué dans des pays voisins de Singapour comme en Malaisie ou à Brunei.

## Coups de canne dans l'éducation
Sous une forme plus douce, les coups de canne servent à punir les jeunes étudiants mâles dans un grand nombre d'écoles singapouriennes pour sanctionner un comportement fautif particulièrement grave.
Une canne beaucoup plus petite ou un autre instrument sont aussi utilisés par certains parents pour punir leurs enfants, des deux sexes. Une telle punition est légale à Singapour.